# Флинтстоуны встречают Рокулу и Франкенстоуна
«Флинтстоуны встречают Рокулу и Франкенстоуна» (англ. The Flintstones Meet Rockula and Frankenstone) — телевизионный мультфильм, вышедший в эфир канала NBC 30 октября 1979 года по случаю праздника Хэллоуин.

## Сюжет
Фред выигрывает главный приз игрового шоу — поездку в замок графа Рокулы. Вместе со своей женой Уилмой, лучшим другом Барни и его женой Бетти Фред отправляется в Роксильванию, которая стала за последнее время туристическим раем. По дороге в замок графа, Фред и компания оказываются в лаборатории графа, где тот оставил свой незаконченный проект — монстра по имени Франкенстоун. В аппаратуру ударяет молния и оживляет монстра, который вскоре начинает преследовать героев до самого замка Рокулы, где проснувшийся после пятисотлетнего сна граф узнаёт в облике Уилмы свою возлюбленную.
В замке, где поселились Флинтстоуны и Рабблы начинается паника, когда два чудища распугивают всех посетителей, однако герои остаются в стороне от этих событий, так как устав после дороги, они раньше отправились спать. Между тем Уилма принимает графа за менеджера отеля, мистера Силика, переодевшегося в графа на костюмированную вечеринку, но вскоре она узнаёт, что это настоящий граф, когда тот превращается в летучую мышь на глазах изумлённой Уилмы.
После долгих и неудачных попыток схватить Флинтстоунов и Рабблов, вернувшихся в родной Бедрок, граф просто умоляет Уилму стать его женой и уехать вместе с ним назад в Роксильванию. Уилма решается на хитрость: она обещает дать согласие, если граф построит новый замок в Бедроке, и докажет свою любовь к ней. В итоге, граф решает, что лучше ему в одиночестве вернуться домой.

## Роли озвучивали
- Генри Корден — Фред Флинтстоун
- Мел Бланк — Барни Раббл / офицер Райлли / Дино
- Джин Вандер Пил — Уилма Флинтстоун / Глэдис
- Гэй Оттерсон — Бетти Раббл
- Тэд Кэссиди — Франкенстоун
- Кейси Касим — Монти Марбл
- Дон Мессик — Игорь
- Джог Стивенсон — Граф Рокула / шеф полиции
- Ленни Уинриб — мистер Силика

## Выход на видео
Мультфильм был выпущен VHS и лазерных дисках в 1989 году компанией Hanna-Barbera Home Video. На DVD фильм не выпускался.